# La Dona a la Reraguarda
La Dona a la Reraguarda fue una sección del Comisariado de propaganda de la Generalitat republicana de Cataluña, durante la guerra civil española (1936-1939), que tenía como objetivo canalizar la ayuda que las mujeres podían proporcionar a los combatientes de la guerra. En mayo de 1937 llegó a reunir a 34.000 mujeres.
Carme Ballester, esposa del presidente Lluis Companys, era la presidenta de honor. Anna Gil era la presidenta y Maria Baldó i Massanet, cercana al partido Esquerra Republicana de Catalunya, la secretaria general.
Fue una organización bastante autónoma en su labor de canalizar la ayuda a los combatientes, tanto los que estaban en el frente como los convalecientes en la retaguardia. Su sede estuvo en la calle de Córcega 314, de Barcelona y posteriormente en la avenida Diagonal (entonces avenida 14 de abril) 389 y contaba con delegaciones en diversas poblaciones catalanas como Premià de Mar, Premià de Dalt, Arbúcies y Hospitalet de Llobregat.
A finales de 1938 esta sección del Comisariado de propaganda se vio reforzada por la Comissió Femenina d'Ajut al Combatent, del propio comisariado.